# Ан Сан
В това корейско име фамилията е Ан.
Ан Сан (на корейски: 안산) e южнокорейска състезателка по стрелба с лък. Носителка на 3 златни медала от Олимпиадата в Токио през 2020 г. в индивидуалната и отборната надпревара, както и на смесени двойки. Ан е първият състезател по стрелба с лък, който постига такова класиране в рамките на една олимпиада. Ан също така поставя нов олимпийски рекорд, отбелязвайки 680 точки в индивидуалния кръг за жени при класирането по стрелба с лък; предишният рекорд от 673 точки е поставен от украинката Лина Герасименко на летните олимпийски игри през 1996 г.

## Биография
Ан е родена на 27 февруари 2001 г. Участва в Световното първенство по стрелба с лък за младежи през 2017 г., където печели първия си медал на смесени двойки. На летните олимпийски игри през 2020 г. тя печели три златни медала, включително привлича внимание с т.нар. „стрела на Робин Худ“ – изстрел, при който стрелата на Ан пронизва изстреляната преди това стрела на нейния съотборник Ким Дже-док. Въпреки медалите, които печели за страната си, Ан е подложена на онлайн тормоз от страна на корейски антифеминисти заради късо подстриганата си коса, която се счита за проява на феминизъм.
През 2022 г. Ан е включена в класацията на „Форбс“ „30 до 30“ за Азия.